# Beach-volley aux Jeux méditerranéens de 2018
Navigation
Mersin 2013
Les épreuves de beach-volley des Jeux méditerranéens de 2018 ont lieu à Tarragone, en Espagne, du 28 au 30 juin 2018.

## Podiums
| Épreuves         | Or                                                               | Argent                                   | Bronze                                           |
| ---------------- | ---------------------------------------------------------------- | ---------------------------------------- | ------------------------------------------------ |
| Tournoi masculin | Turquie Murat Giginoglu Volkan Gogtepe                           | Italie Enrico Rossi Marco Caminati       | Turquie Hasan Hüseyin Mermer Safa Urlu           |
| Tournoi féminin  | Espagne María Belén Carro Márquez de Acuña Paula Soria Gutiérrez | France Aline Chamereau Alexandra Jupiter | Espagne Amaranta Fernández Ángela Lobato Herrero |

## Tableau des médailles
Légende
 *  Pays organisateur
| Rang  | Nation  | Or | Argent | Bronze | Total |
| ----- | ------- | -- | ------ | ------ | ----- |
| 1     | Espagne | 1  | 0      | 1      | 2     |
| 1     | Turquie | 1  | 0      | 1      | 2     |
| 3     | France  | 0  | 1      | 0      | 1     |
| 3     | Italie  | 0  | 1      | 0      | 1     |
| Total | Total   | 2  | 2      | 2      | 6     |